# 襄渝铁路
襄渝铁路，全称襄樊—重庆铁路，是中華人民共和國的一条铁路线路，连接湖北省襄阳市与重庆市。线路全长859.6千米，为中国铁路主要干线之一。线路途径湖北、陕西、四川、重庆三省一市，并穿越鄂西北、陕南、川东北地质条件恶劣的秦巴山区，因而线路修建难度大。
襄渝铁路的前身为川豫铁路及襄成铁路，川豫铁路在1910年代便有美国公司进行勘测工作并提出线路走向。中华人民共和国建国后一度开始动工建设，但仅开启部分工程后便停工。1964年在三线建设的背景下，中国需要在宝成铁路之外另建设一条四川对外的铁路线路，起初论证的川汉铁路因施工难度较大而搁置，于是铁道部决定将川豫铁路缩短为襄成铁路开展建设，后因工期紧迫又改接重庆，是而称襄渝铁路。线路自1968年初开始建设，1972年10月全线接轨通车，经历数年收尾工作，最后分别在1975年11月、1976年9月、1978年5月交付运营。线路运营后，又历经分段电气化及复线化工程，并在1998年12月完成全线电气化、2009年10月完成全线复线化。其中襄阳至安康区段还可开行动车组列车。
襄渝铁路其对国防战备、沿线经济等多个方面都具有重要意义，它改善了秦巴山区的交通状况，也使得诸如十堰等沿线地区得以开发。由于襄渝铁路经过崇山峻岭，在修建过程中有大量的施工人员，包括铁道兵、民兵、学兵牺牲在工地上，在铁路沿线也存在着一些安葬牺牲施工人员的烈士陵园，部分施工遗迹还被当地政府列入不可移动文物。线路的修建与维护过程中，巴山线路工区等数代铁路人在襄渝铁路上的奉献使得“巴山精神”得以形成。

## 线路基本情况

### 技术参数
襄渝铁路东起湖北省襄阳市，中途经过陕西省、四川省，西至重庆市，线路正线实际里程859.6千米，运营里程915.6千米，另有32.6千米的西铜便线以及7.6千米的武当山便线。线路以国铁Ⅰ级干线标准设计，单机限制坡度为6‰，在武当山—胡家营及大巴山越岭区段（权河—花楼坝）采用双机牵引，其双机限制坡度为12‰。一般地段的最小曲线半径为700米，困难地段为500米。全线在初建时为单线铁路，襄阳至达州区段直接电气化采用电力机车牵引列车，达州至重庆区段前期采用蒸汽机车牵引并预留了電氣化鐵路条件，旬阳至安康段以复线或预留复线条件施工。单线通车时的襄渝铁路三次跨汉江、七次跨将军河、九次跨东河、三十三次跨后河，全线桥隧总长度达400千米，占全线总长的46.5%。
襄渝铁路二线建成后，经由该线的旅客列车均速由原有的60km/h提高至105km/h以上。其中襄阳至安康段经改造最高时速可达200km/h以上，可开行动车组列车；安康至重庆区段新建二线的速度目标值亦有160km/h。但原单线部分区段存在的持续大坡道也成为二线工程完工后的运输瓶颈之一。
线路在中国铁路运输网中与一些其他铁路干线相联络：在襄阳与焦柳铁路、汉丹铁路相接，在安康与西康铁路、阳安铁路相接；在达州与达成铁路、达万铁路相接；在重庆与成渝铁路、川黔铁路、渝怀铁路、沪蓉铁路（遂渝铁路、渝利铁路段）相接。

### 沿线概况
襄渝铁路自湖北省境内的汉丹铁路老河口东站（莫家营站）岔出，随即沿汉水水系上溯，经过谷城、六里坪，翻越武当山进入十堰市区，后又向西行翻越白云山进入陕西省。在陕西省境内铁路仍沿汉江及其支流任河上溯，经旬阳、安康、紫阳，最终翻越大巴山进入四川省及嘉陵江水系。在四川省境内铁路沿华蓥山西麓的州河、渠江东岸顺流行进，途径万源、达州市区、渠县、广安、华蓥，进入重庆市后在北碚跨嘉陵江，最后穿越中梁山接入重庆铁路枢纽。
襄渝铁路是继成昆铁路之后中华人民共和国再一次在地质条件复杂的山区所修建的铁路线路。线路起点至文畈间经过河流阡陌纵横的汉江冲积平原；文畈以西至鲍峡区段为地势较高的分水岭及中低山区丘陵地带；鲍峡至毛坝区间经过秦岭地槽褶皱带，沿线高山峡谷遍布、地质条件恶劣，该区间占全线总长的44%；毛坝以西至线路终点则为川东丘陵地带。在线路开工前全线有300余千米路段不通公路，其中旬阳、紫阳两地无法通行汽车，因而襄渝铁路施工条件差、施工准备多、施工难度大。

## 川豫铁路
襄渝铁路的前身为中华人民共和国建国初年所提出的川豫铁路计划，这条线路走向在民国时期便有过勘测及方案。在民国成立后的1910年代，美国裕中公司获批修筑周口至襄阳铁路后，在民国7年（1918年）5月及民国8年（1919年）向北洋政府提交了勘测报告书，报告书中提出了一条汉口至成都的线路方案。线路预计从京汉铁路信阳站出发，经过襄阳、兴安、通江、渠县，最终直接抵达成都。
在中华人民共和国建国初期提出川豫铁路计划时，这条线路计划自宝成铁路青白江站引出，经遂宁、南充，后翻越大巴山进入陕西省，并最后经过襄阳终到信阳。1958年，铁二院及铁四院对线路进行了初测，同年方案获铁道部通过。同年线路第一次开工，但仅在四川境内在川鄂交界处修建了部分工程后遂在1959年停工。1960年成都铁路局再次开工建设四川境内部分路段，但旋即在1961年停工。

## 勘测设计

### 替代川汉铁路机能

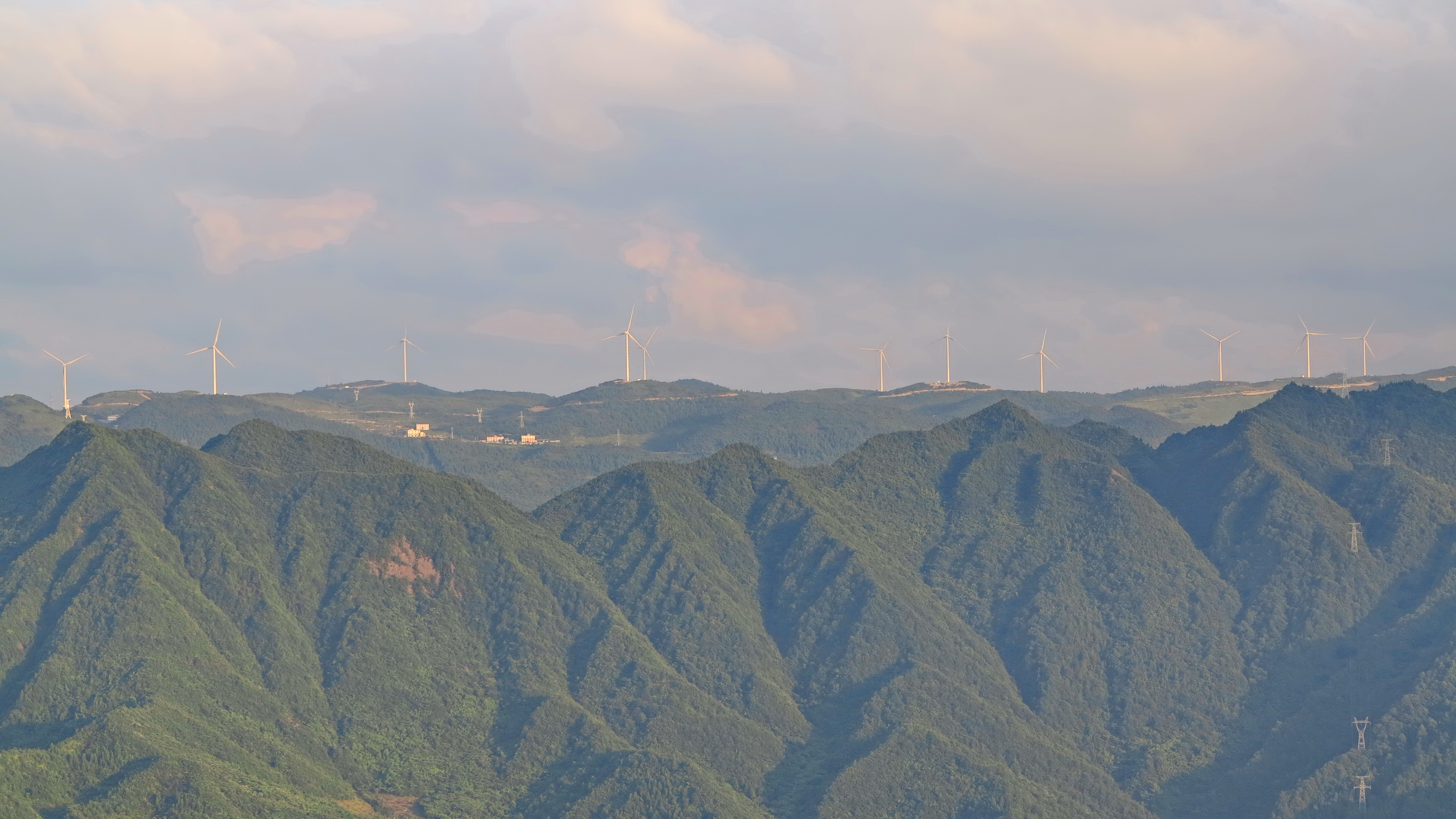
宜万铁路所经齐岳山一带的崇山峻岭。三峡一带的恶劣地质条件导致川汉铁路计划被搁置

在1958年，时任铁道部部长的滕代远便提出，应将川豫铁路襄阳以东部分由信阳接轨改至汉口接轨，并将线路改称川鄂铁路，并以此线作为川汉铁路作用的替代方案。1964年中央政府正式决定开启三线建设后，修建一条四川与外界连通的铁路线成为了其中一项重要工程。吕正操起初认为在西南地区修铁路，应当不止有川黔、贵昆、成昆三条铁路，也应当包含川汉铁路。
1965年12月，铁道部决定将川豫铁路东端接轨点变为襄樊（今襄阳），并改称襄成铁路，并要求铁二院再次进行勘测设计。与此同时吕正操及铁道部对西南地区进行实地考察，考察后认为川汉铁路所拟定的“清江方案”在当时的技术条件下修建困难且耗资巨大，而襄成铁路则相对可行，建议先修襄成铁路，此建议也得到了毛泽东的同意。

### 线路技术条件改变

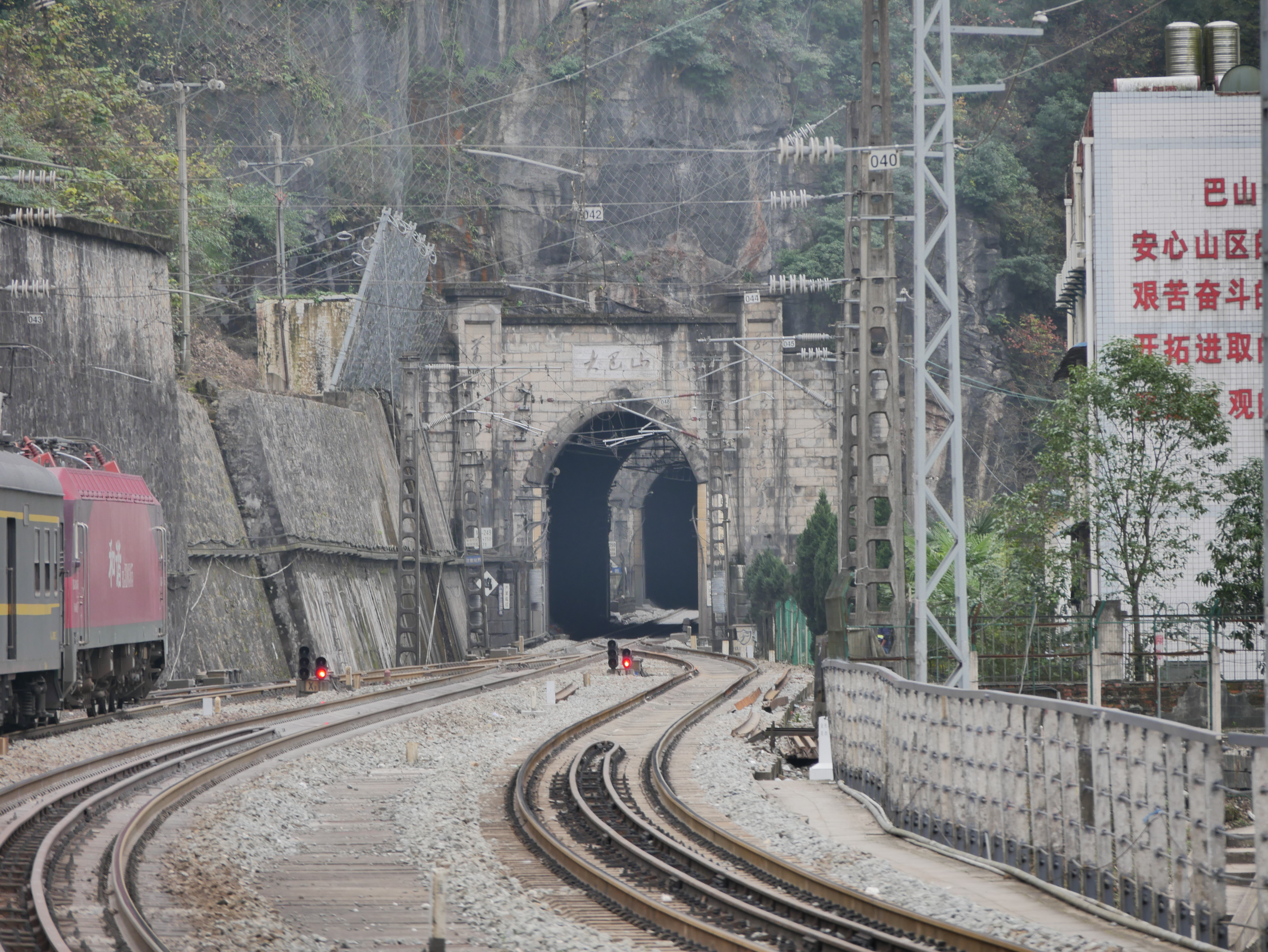
自巴山站眺望大巴山隧道襄樊端

在初期的方案中，西南铁路技术委员会拟定全线限制坡度为5‰，最小曲线半径为800米。另经彭敏等领导、专家审定，计划线路以6‰的单机限制坡度以20千米长隧道贯穿大巴山。1966年文化大革命开始后，现有的线路技术参数意见尤其是20千米长隧道方案受到四人帮的批评，认为彭敏审定此长隧道方案纯属“贪大求洋”，并意在“为个人树碑立传”，由此线路拟定的技术条件有所降低。
|                      | 立了武汉长江大桥，又想立世界第一长隧。 |
| ——批判彭敏的一则话语 |                                        |

1967年3月至6月间，铁道部对襄成铁路初步设计进行鉴定，针对20千米长隧道方案铁道部提出了在麻柳一带利用5.3千米长隧道越岭方案提供比选，铁二院论证方案可行性后决定选择5.3千米长隧道越岭方案，同时大巴山南麓线路走向从中河方案改为后河方案，并为了保证工期取消了一些长隧道方案。1967年9月，国家计委、国家建委审查设计方案是提出1972年上半年通车的要求，当年10月审查通过。同月，铁道部及铁道兵司令部联合签发《襄成铁路的初步设计文件鉴定意见》。

### 施工设计

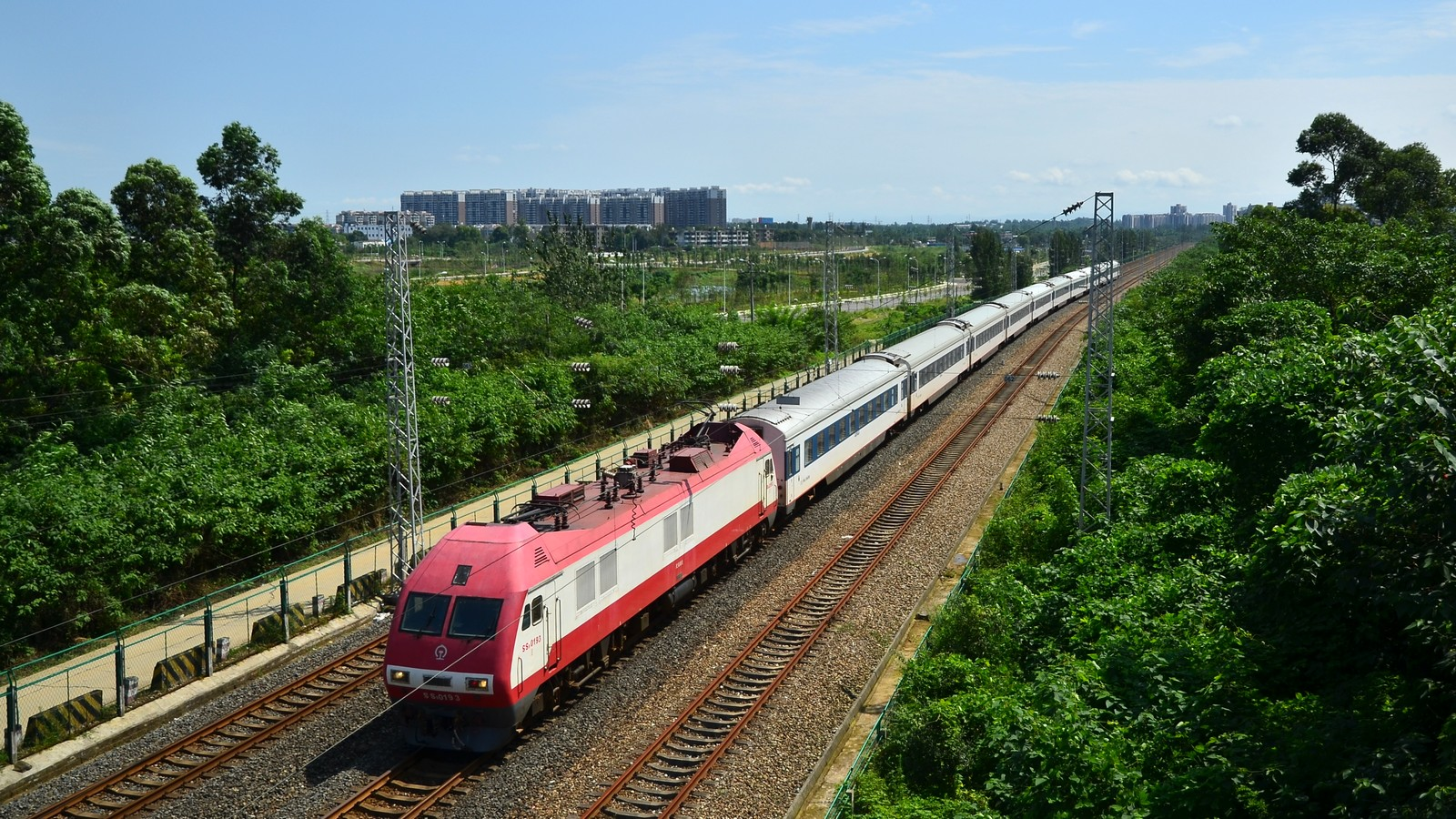
被搁置的襄成铁路达县至成都段最终演变为达成铁路，该线于1997年年底交付运营

项目获批后，铁道部决定全线施工设计任务以胡家营为界，西段交由铁四院负责、东段交由铁二院负责，其间的7座大桥由大桥工程局负责，线路的电气化任务由铁三院及电气化工程局负责。1968年中央决定襄成铁路成都至达县（今达州市区）段暂时搁置，先进行达县至重庆铁路（渝达铁路）工程。1969年12月，中央正式决定合并渝达、襄成两线，并将线路名称定为“襄渝铁路”，代号“2107战区”工程。
襄渝铁路勘测设计以勘测、设计、施工三者同步推进的原则完成。铁四院自1968年起开始对预定负责工段进行施工设计并于1971年5月完成，1976年3月最终交付。铁二院以达县为界分别开展设计，达县至胡家营区间自1969年开始补充初测并于1971年1月定测，当年6月主体施工设计完成；达县至重庆区间1969年开始进行施工设计并于1973年初完成。

## 施工

### 前期施工

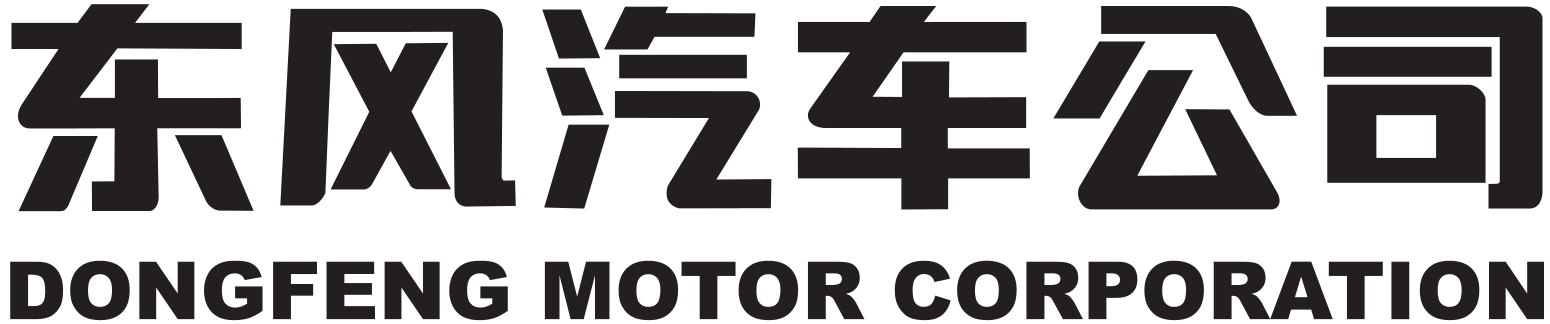
第二汽车制造厂即今东风公司，作为三线建设的一部分而开办，初期总部设于十堰

襄渝铁路的施工依据“先两头、后中间，一次布置、全面展开”的原则进行。1968年初，线路达县至重庆段（渝达段）开始预备施工，中央要求该段在一年内完工通车，受长3.9千米的中梁山隧道工程影响，施工单位决定在重庆枢纽附近西永以下路段先行修建西永至铜罐驿的便线（今兴珞铁路）以保证如期通车。
当年4月，铁道兵第六师自大兴安岭赶赴渝达段开始施工，渝达段原先计划交由六、七、八计三个师完成，后计划六、七师完成；1969年3月为配合中国第二汽车制造厂建设，铁道兵第十三师赶赴湖北省境胡家营以东路段开始动工建设，该段计划由十三、一计两个师完成。1969年年内，铁道兵第七师、第八师、第一师完成成昆铁路负责工段后，分别在5月、第四季度、下半年赶赴襄渝铁路预定工段。
1969年，到达湖北省境工段（东段）展开建设的铁道兵部队依据线路图研究发现，负责工段中长约5千米的武当山隧道成为控制工期的一项重点工程，修建工期至少需要三年；但第二汽车制造厂生产的军用车辆又急需外运，必须要尽快让湖北省境内路段通车。面对这种情况，勘测部门先行勘测了一条迂回便线——即武当山便线——绕避武当山隧道以保证工期。

### 襄渝铁路大会战
| 施工区间 | 施工区间 | 实际施工单位   | 里程 (km) |
| 起       | 迄       | 实际施工单位   | 里程 (km) |
| -------- | -------- | -------------- | --------- |
| 莫家营   | 文畈     | 铁道兵第十三师 | 45.3      |
| 文畈     | 胡家营   | 铁道兵第一师   | 127.9     |
| 胡家营   | 松潭沟   | 铁道兵第十三师 | 41.0      |
| 松潭沟   | 高鼻梁   | 铁道兵第十师   | 70.4      |
| 高鼻梁   | 大竹园   | 铁道兵第十一师 | 62.8      |
| 大竹园   | 高滩     | 铁道兵第二师   | 50.4      |
| 高滩     | 松树     | 铁道兵第六师   | 32.7      |
| 松树     | 毛坝     | 铁道兵第八师   | 97.4      |
| 毛坝     | 望溪     | 铁道兵第七师   | 153.7     |
| 望溪     | 西永     | 铁道兵第六师   | 143.9     |
| 西永     | 珞璜     | 铁道兵第六师   | 34.9      |
| 西永     | 铜罐驿   | 铁道兵第六师   | 32.6      |

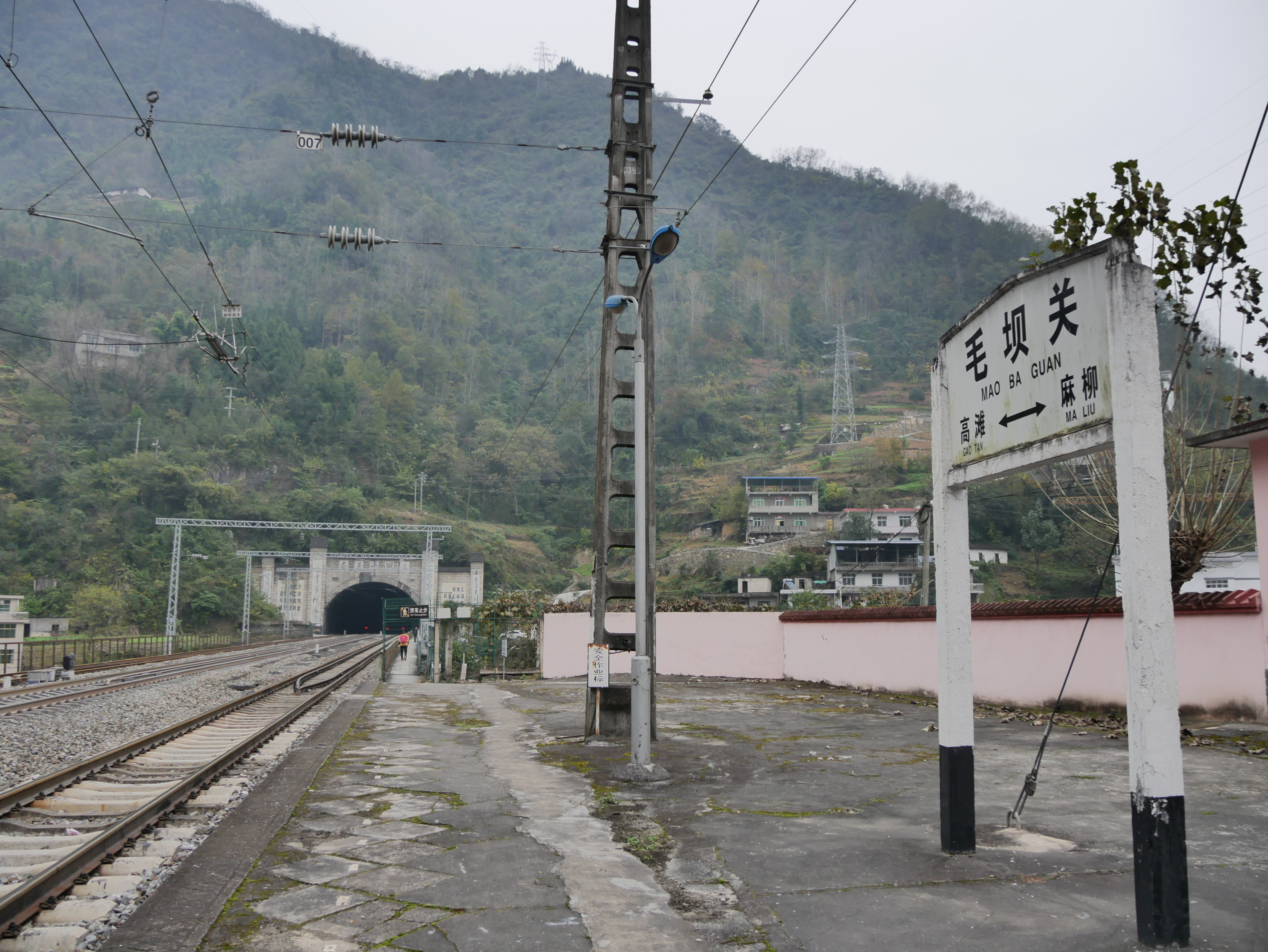
毛坝关站及大茅山隧道重庆端，可见隧道口的标语

1969年12月底，周恩来与铁道兵等多部门领导召开主题为研究第四个五年计划铁路建设事宜的会议。会上周恩来强调“襄渝铁路要快修”“修好这条铁路，四川就形成了四通八达的局面，天府之国的交通就活了”，会后中央最终下达襄渝铁路于1972年通车的要求。在此要求之下襄渝铁路的工期紧迫，铁道兵各单位的施工任务艰巨，为如期完成任务，铁道兵做出了如下部署：
1. 铁道兵分工统一部署，全线划为十段，湖北、陕西、四川三省境内路段分别称为东、中、西三个大段。延长东段第一师、西段第七师两个师的负责工段，第八师负责工段整体东移；东段第十三师、西段第六师已领工段不变；另外向前推进，分别在第一师工段以西、第八师工段以东各自再增加一段。中段由二、十、十一计三个师分担（结果见表）[29]。另外从其它师调入第十一、二十、二十一、二十三、六十、七十、独立汽车、独立机械计六个半团支援建设[30]。
2. 另报请中央决定，铁路沿线的湖北、陕西、四川三省各自组建“襄渝铁路修建指挥部”，组织民兵参与筑路或负责物资供应[29]。

1970年，铁道兵部队及民兵按照既定分工全部赶赴现场施工，由此开启了“襄渝铁路大会战”。在筑路人员中，除了铁道兵及民兵、民工外，陕西省还在全省毕业中学生中募集劳动力约25000人，并按照部队编制分为141个连（即“2107工程学生民兵”第1—141连），统一前往工地由铁道兵指挥参与建设任务，这批学生被称为“学兵”。线路西段自1970年3月1日开始向东铺轨，当年年底铺至渠县；东段自1969年7月8日开始向西铺轨，1970年年底铺轨至白浪。襄渝铁路中段在1970年全年内只开工了部分重点工程，余下工作则是部队及民兵在崇山峻岭当中修建运输公路及临时工程，为预备充分的物资条件。
1971及1972两年是襄渝铁路施工的高潮期，在这两年襄渝铁路大会战全面推进，1971年初期的襄渝铁路工地上，有部队240,000人及民兵585,000人共计825,000人参与施工。由于原定工期确实紧迫，建设指挥单位向中央报请将通车时间推迟至1973年。在此阶段，铺轨工作也有进展，西段在1971年8月铺轨至达县，东段在1972年9月铺轨至胡家营。1971及1972两年里，各施工单位共完成桥隧计303千米，占全线桥隧总长的75%。另在1972年内，重庆铁路枢纽作为线路工程的一部分亦开始施工。
1972年底开通的阳安铁路使得襄渝铁路得以从中段开辟新的铺轨点。1973年2月，中段开始自安康分别向东西两端铺轨，当年8月11日西端铺轨至南溪沟。于此同时，东西两段也在继续铺轨工作，1973年10月2日，西段在南溪沟与中段已完成路段接轨；当月19日，东段与中段铺轨队伍在棕溪站会合接轨，由此襄渝铁路全线通车。

### 收尾工作
襄渝铁路全线通车后，主体工程虽已经完工，但沿线仍存在大量工程未完成。在此期间三省建设指挥部相继撤销，民兵、学兵亦离开工地，部分铁道兵单位也开赴其他线路工地。国家计委、建委在1973年11月召开关于襄渝铁路收尾工作的会议，会上决定线路重庆至达县段须在1974年、莫家营至胡家营段须在1975年、胡家营至达县段须在1976年交付运营，收尾工作由铁道兵负责。
当时的襄渝铁路收尾工作共有四个要项：
1. 需完成铺轨前未完成的剩余工程；
2. 需整治沿线存在的病害和病害隐患，该项是收尾工作中最为艰巨的任务；
3. 需完成水电、房建、设备等配套工程；
4. 需做好线路的维护任务。

由此铁道兵依照工程的缓急性质，对点安排并逐步完成收尾工作。达县至重庆段在1974末至1975年初进行初验，1975年10月开始交验，当年11月20日除华蓥山1号隧道仍需返工外，余下部分交付成都铁路局重庆铁路分局运营；襄樊至胡家营段以十堰为界，十堰以东部分先期在1975年1月开始临时运营，余下部分则在1976年7月至8月通过验收后，于当年9月30日交由武汉铁路局襄樊铁路分局运营；胡家营至达县段在1977年7月至8月进行初验，1978年5月31日交付西安铁路局安康铁路分局运营，但由于安康分局接管时没有电力机车，且线路没有信号及供电设备，只能利用内燃机车前期过渡，直至1981年7月1日管段才对全国运营。另外重庆铁路枢纽在1979年13月30日完工交付运营。

## 电气化

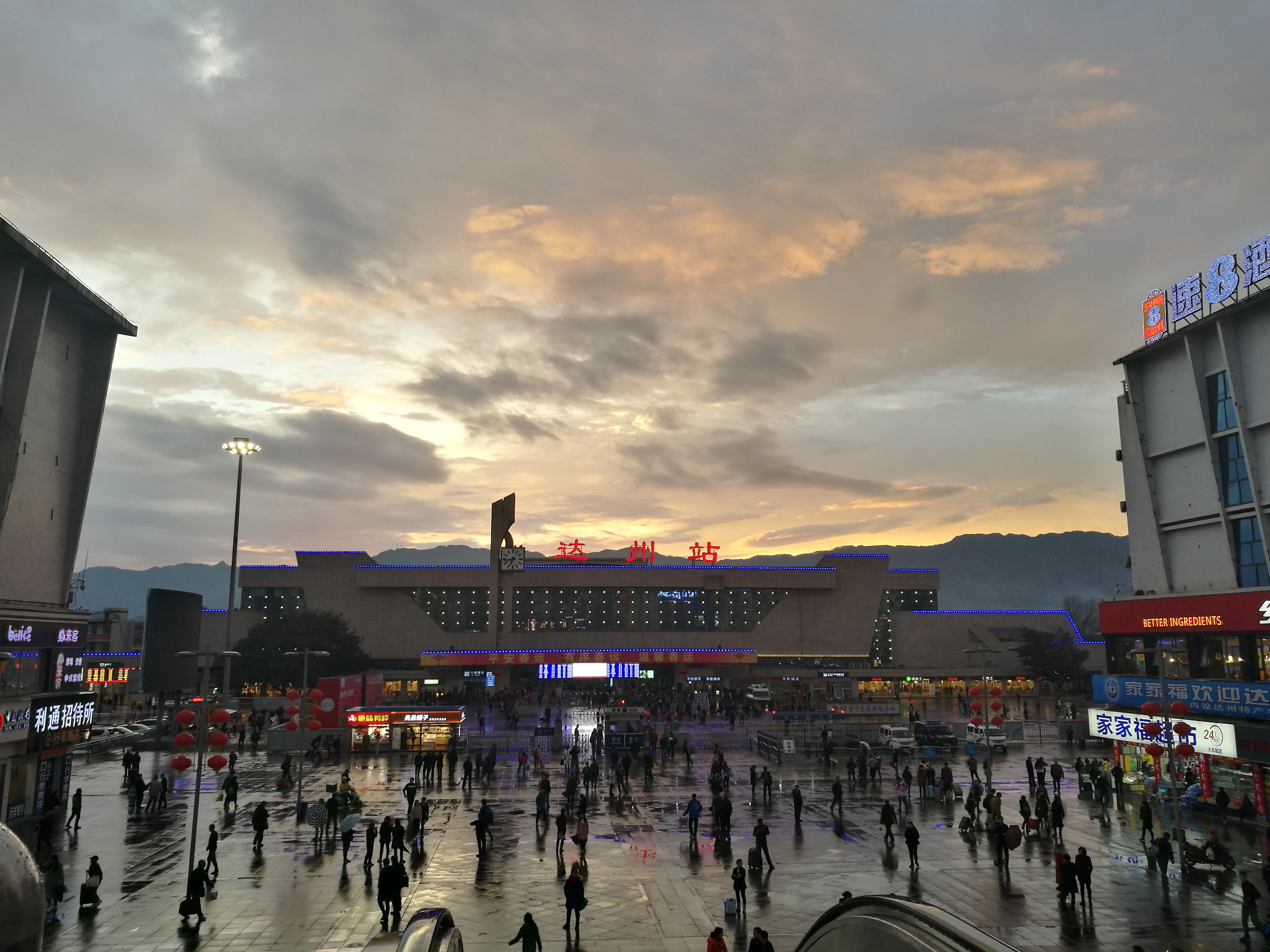
黄昏中的达州车站（2018年）

### 襄樊至达州段
在线路勘测设计初期的1967年，该段电气化工程便已经上马。初期至初步设计阶段由铁二院负责，此后又改交铁三院负责。1972年交通部决定先行对线路襄樊至安康段电气化，主体工程由铁三院、通信工程由铁二院、信号工程由铁四院、汉丹铁路襄樊至莫家营段电气化设计由武汉铁路局负责，铁三院等多个单位遂在1973年7月提出初步设计。
1975年9月襄樊至安康段电气化工程开始建设，襄樊分局管段及安康分局管段分别在1980年7月及11月完工交付运营。而安康至达县段则在1973年至1975年间完成施工设计，1979年10月动工并于1983年12月完工交付运营。

### 达州至重庆段
随着1983年后线路襄樊至达州段电气化开始运营，加之在重庆铁路枢纽与线路接轨的成渝、川黔两条铁路也分别在1987年及1991年完成电气化，仍旧利用蒸汽机车牵引列车的达州至重庆段逐渐无法满足运输需求，尤其是作为两局交界处的达县站更是成为了一处运输瓶颈。1992年8月铁道部决定对达州至重庆段进行电气化改造，以解决西南地区铁路网存在的问题及矛盾。
1993年8月18日达州至重庆段电气化工程开工，由“达县至重庆西站既有铁路电气化改造”及“电气化引入重庆枢纽相关工程”两个项目组成，前者除电气化改造外，还包含达县站改建、增设会让站等施工任务；后者由重庆东站至重庆西站增建二线、站段改建、线路增设棚洞等施工任务组成。1998年12月28日工程通车，次年11月完成收尾工作，经过两年运营后终在2001年年初验收通过。

## 襄渝铁路二线

### 背景
襄渝铁路建成后，其与汉丹铁路一道组成了一条联络华中与西南地区的铁路通道，但这两条线路长期以单线铁路模式运营，其运能十分有限。改革开放后川渝地区及华中、华东等地的人员、物资来往逐渐频繁，春运期间有大量旅客在武汉中转前往川渝，而旅客的乘车需求与开行列车票额不对等，致使武汉往襄渝、汉丹方向列车“购票难”的问题尤为严重。但是单线运营的襄渝铁路没有加开更多临时旅客列车的条件。1998年，铁道部试图在襄樊至达县段间通过更换大功率机车、增设会让站及设置双线插入段等方式提升襄渝铁路运能。

### 武康铁路增建二线工程

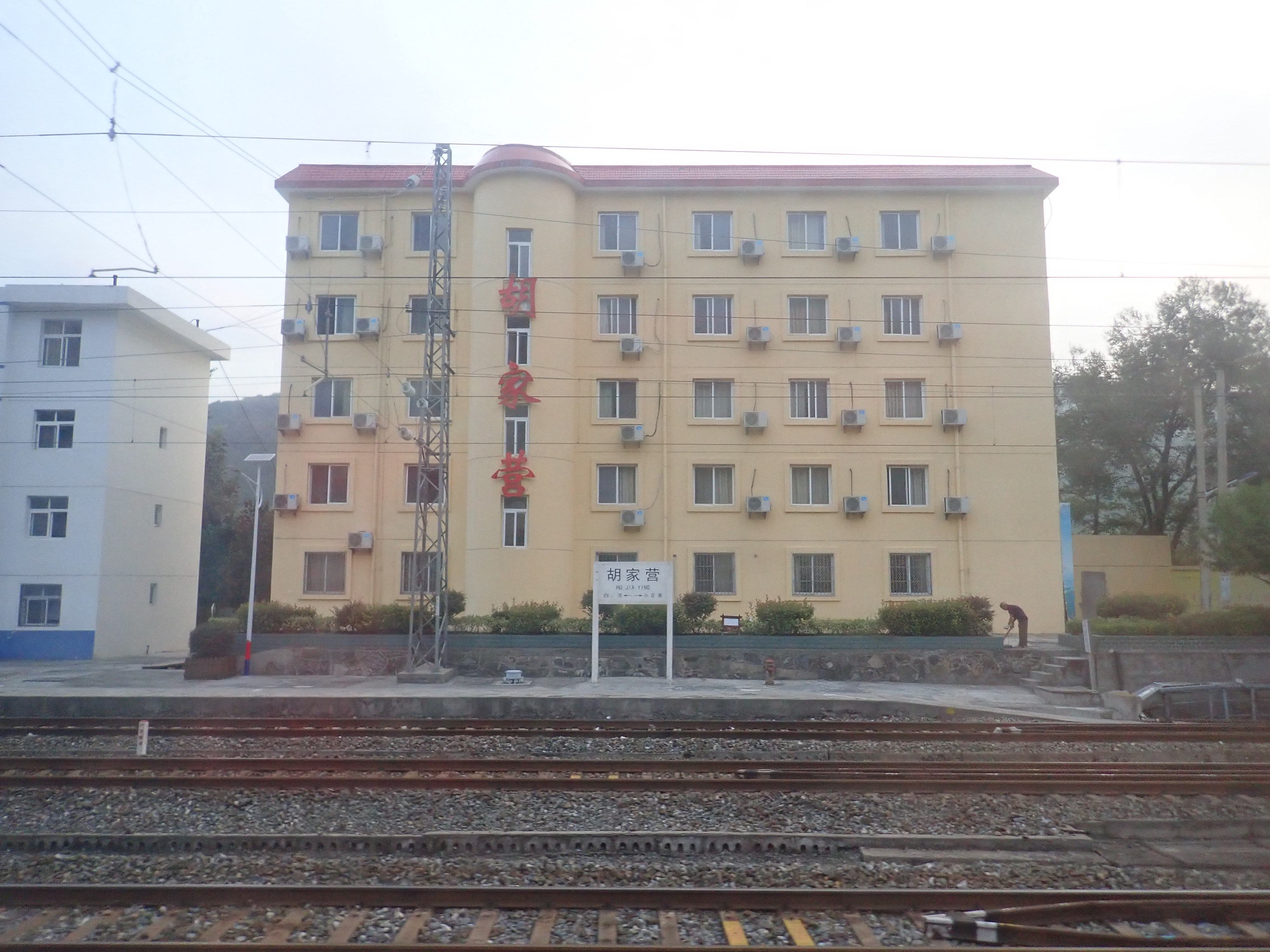
武汉局与西安局在襄渝铁路上的局界站胡家营站

在中央政府规划国家快速客运网后，武康铁路增建二线工程（简称武康铁路复线、武康铁路二线、武康二线）是其中“沪汉蓉通道”的重要组成部分，而襄渝铁路的扩能改造属于武康二线工程中的一部分。武康二线工程涉襄渝铁路部分分为襄樊至胡家营段、胡家营至安康段两个项目，全线于2005年6月28日开工，2009年6月30日襄樊至胡家营段建成通车；胡家营至安康段于2009年9月27日通车。武康二线工程完工后，既有铁路线的最高速度提升至200km/h以上，当年10月1日起开行动车组列车，由此从武汉出发到达十堰的耗时压缩至3个半小时。

### 安康至重庆段增建二线工程

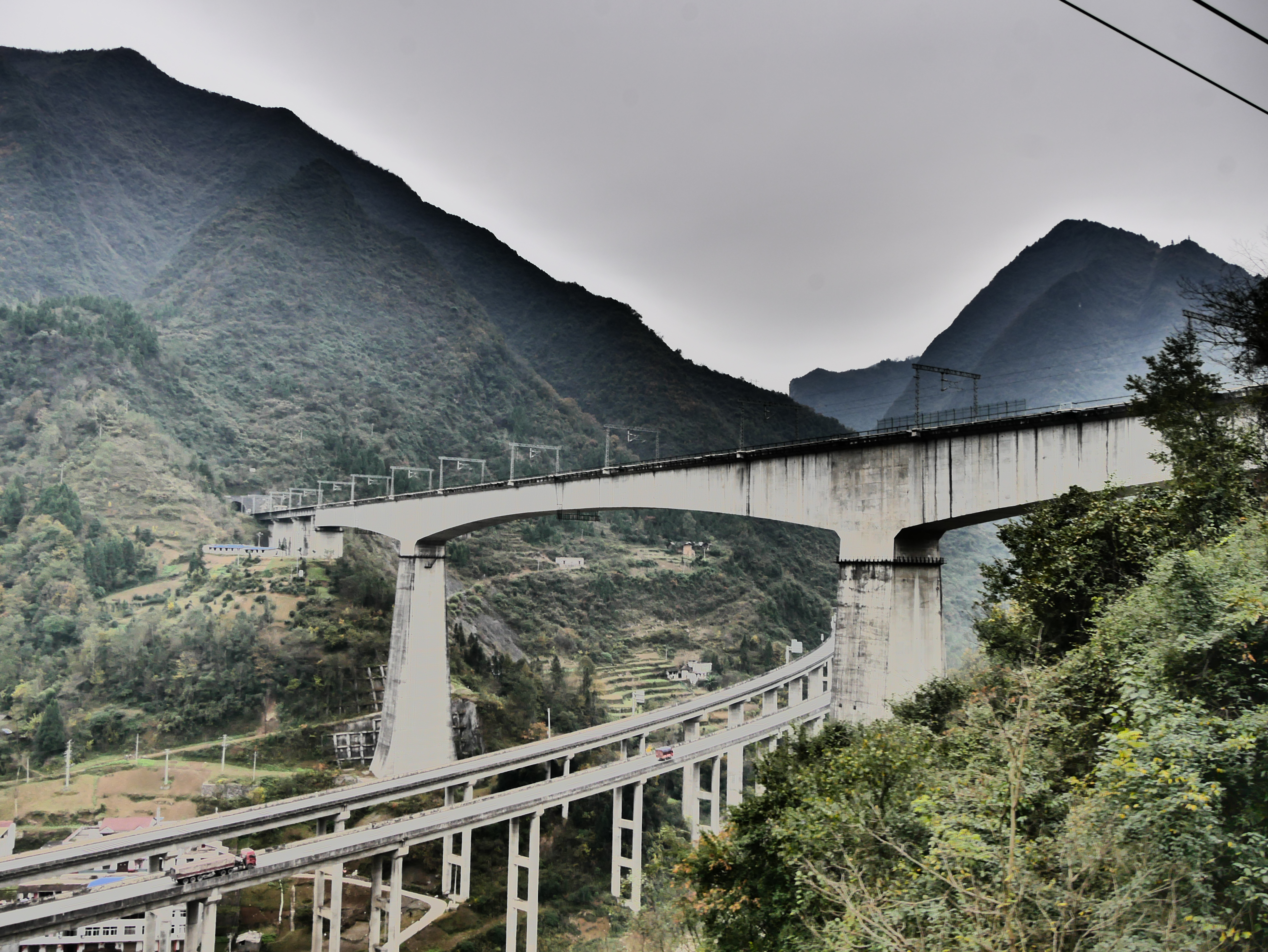
松树坡展线附近的襄渝二线牛角坪特大桥和包茂高速

早在1989年6月，铁道部便有意对西南铁路的北通路进行扩能改造。当时共有两大方案供比选：
1. 东方案：新建西安至安康铁路（西康铁路），襄渝铁路安康东至三汇镇增建第二线；
2. 西方案：宝成铁路全线增建第二线。

最后在1992年铁道部决定，新建西康铁路的同时对阳安铁路进行改造，并在宝成铁路阳平关至成都段增建第二线。直至2002年，铁二院研究“包柳通道”时提出想要满足运输需要，襄渝铁路安康至重庆段需要增建第二线，由此安康至重庆段的复线化工作才得以展开。2003年，成都铁路局对达州至重庆段进行了提速改造，由此该段列车的速度提速至120km/h。
安康至重庆段增建二线工程由铁二院设计，2004年底，项目获铁道部批复。工程以增建第二线为主，达州至三汇镇间新修双线以呈现三线铁路布局。2005年8月，工程依据“建成一段、验收一段、开通一段”的原则开工建设。2009年，磨心坡至重庆北、巴溪至达州、巴溪至磨心坡分别在5月、7月、9月开通运营，成都局管内线路于10月15日全线开通。西安局管内线路于10月31日全线开通，由此襄渝铁路全线复线化。

## 影响与文化

### 牺牲烈士
由于襄渝铁路沿线路基工程艰巨，施工人员需要在交通不便的山崖绝壁之间修筑线路，另外沿线广泛分布着蒙脱土致使施工过程中时常发生山体崩塌，因而部分参与修建的铁道兵、民兵、学兵牺牲在工地上。据统计，襄渝铁路建设期间在安康地区境内牺牲的民兵有1706人、铁道兵有688人、学兵有119人。现在在襄渝铁路沿线能看到老营烈士陵园、向阳烈士陵园等一些安葬牺牲烈士的烈士公墓。部分烈士陵园因缺乏维护而荒芜，当地部门也为此进行过一些维护工作。
其中，巴山镇鹿池革命公墓、巴山镇白蜡园革命公墓、巴山镇活水村革命公墓、襄渝铁路洞河烈士陵园、襄渝铁路向阳烈士陵园、毛坝襄渝铁路烈士陵园、襄渝线烈士陵园（汉滨区）在2020年12月30日被陕西省文物局公布为陕西省第一批革命文物。

### 意义

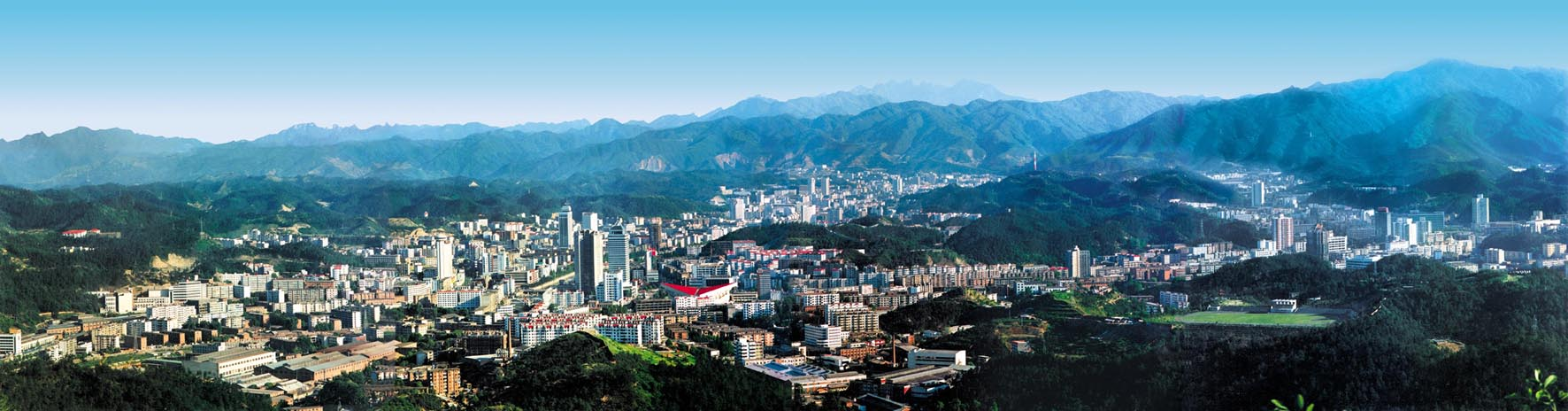
十堰原是只有几十户居民的小聚落，随着襄渝铁路的建成至今，十堰已经发展成为了一座国内知名的汽车工业城市

襄渝铁路横贯并沟通了湖北、陕西、四川（重庆）三地，其对国防战备、沿线经济等多个方面都具有重要意义。其建成后成为了继宝成铁路后的第二条出川铁路，与数条交通干线相联络，成为中国铁路网中一条具有重要地位的干线。
襄渝铁路的建成使得西南地区与中原地区乃至东部沿海地区的的交通联系进一步加强。大巴山区长期以来交通闭塞的现状也得以改善，沿线经过的湖北西北部、陕西南部、四川东北部得以开发，国民经济也能得到进一步发展。

### 巴山精神

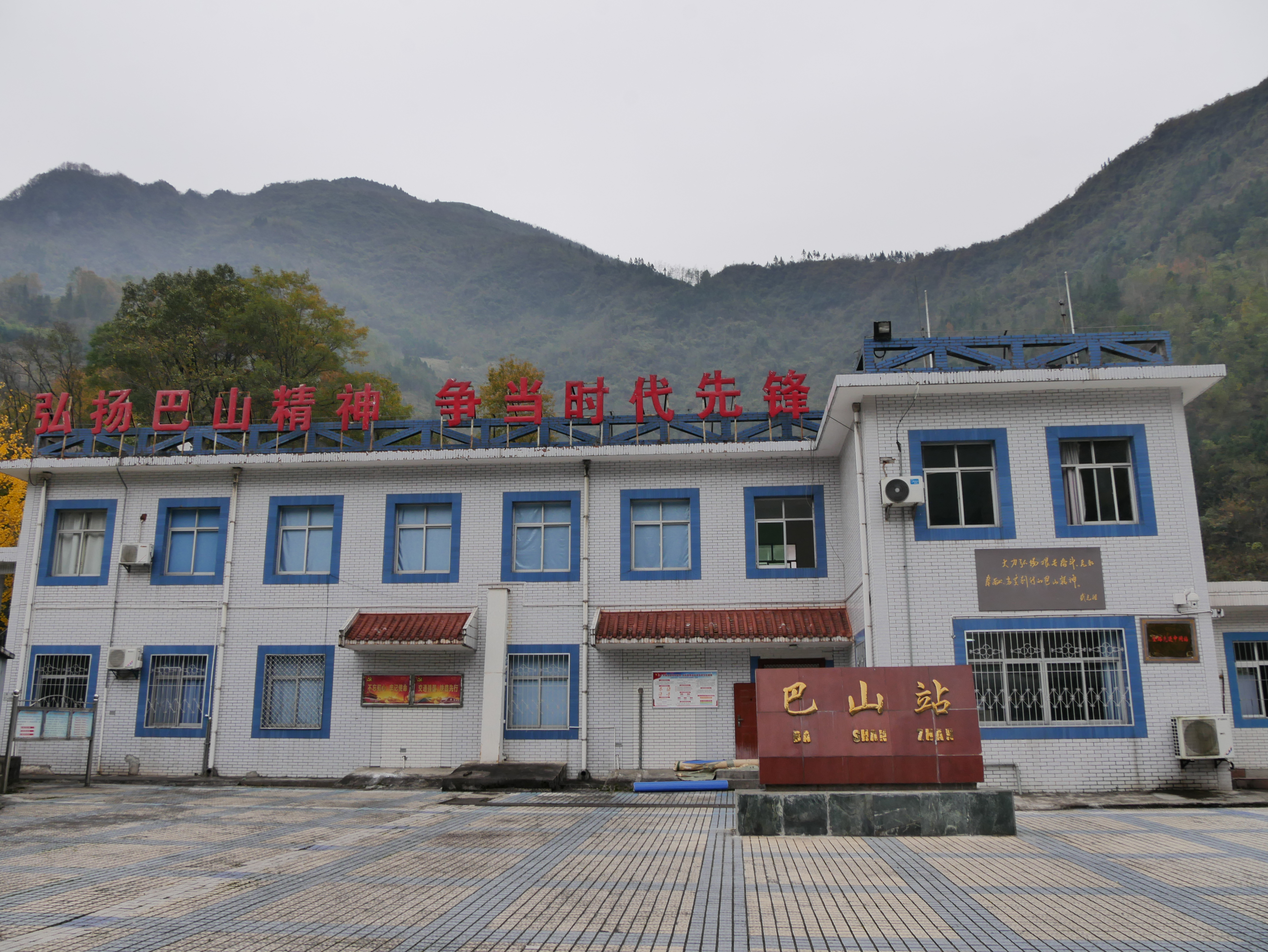
巴山站内“弘扬巴山精神，争当时代先锋”标语，一侧外墙上还有盛光祖题写的“大力弘扬艰苦奋斗、无私奉献、务实创新的巴山精神”

襄渝铁路开始至今，在修建与养路工作中最终凝聚成了“巴山精神”。这一精神的基本内涵为“艰苦奋斗、无私奉献、务实创新”，源于巴山铁路站区数代铁路人为保障线路的安全畅通的艰辛付出。巴山线路工区所负责的襄渝铁路路段为全线地质条件最复杂、线路条件最恶劣的路段，其中巴山2号隧道（大巴山隧道）存在严重病害，他国专家查看隧道情况后认为如此情况“要么报废、要么重建”，但经巴山线路工区数代职工的养护与付出，通过隧道列车的速度已从原来的15km/h提速到了90km/h。

### 文物保护
襄渝铁路沿线存在的巴山镇鹿池革命公墓等多处襄渝铁路烈士陵园、汉滨区的两处襄渝线学生营房旧址业已登录为其各自所属县区级行政区的不可移动文物。第四次全国文物普查期间，十堰市开展了襄渝铁路专项文物普查，共登记襄渝铁路有关文物新发现98处；重庆市将襄渝铁路—梨菜线虎头岩铁路桥纳入四普新发现。

## 注脚
1. ↑  襄阳至老河口东站区间的约65千米路段在工务定义上属汉丹铁路。
2. ↑  单台机车牵引路段所允许的最大坡度。
3. ↑  两台机车牵引路段所允许的最大坡度。
4. ↑  该长隧道方案若实施成功，则为当时的世界第一长隧[20]。
5. ↑  又称“复线插入段”，即在单线铁路中设置一些短距离复线区段。

## 延伸阅读
- 中华人民共和国交通
- 中国铁路发展史，三线建设时期在西南地区（含重庆市）修建的铁路：
  - 贵昆铁路
  - 川黔铁路
  - 成昆铁路
  - 湘黔铁路